# ジェフ・マルケス
ジェフリー・ジョセフ・マルケス（Jeffrey Joseph Marquez, 1984年8月10日 - ）は、アメリカ合衆国カリフォルニア州バカビル出身の元プロ野球選手（投手）。右投右打。

## 経歴

### ヤンキース傘下時代
2004年のMLBドラフトで、ニューヨーク・ヤンキースから1巡目（全体41位）で指名され入団。この年は、傘下のルーキー級ガルフ・コーストリーグ・ヤンキースで4試合に登板し、A-級スタテンアイランド・ヤンキースで11試合に登板した。
2005年は、A級チャールストン・リバードッグスで27試合に先発登板した。
2006年は、ルーキー級ガルフ・コーストリーグ・ヤンキースで2試合に登板し、A+級タンパ・ヤンキースで18試合に登板した。
2007年は、AA級トレントン・サンダーで27試合に先発した。また、この年のイースタンリーグのオールスターゲームにも選出された。
2008年は、ルーキー級ガルフ・コーストリーグ・ヤンキースで2試合に登板した。その後、AA級トレントンで3試合に登板した。その後、AAA級スクラントン・ウィルクスバリ・ヤンキースへ昇格し14試合に登板した。

### ホワイトソックス時代
2008年11月13日にニック・スウィッシャー、カネコア・テシェイラとのトレードでジョニー・ヌニェス、ウィルソン・ベテミーと共にシカゴ・ホワイトソックスへ移籍した。
2009年は、傘下のAAA級シャーロット・ナイツで11試合に先発登板した。
2010年は、AAA級シャーロットで27試合（26試合で先発）登板した。7月9日のカンザスシティ・ロイヤルズ戦で9回に登板し、メジャーデビューを果たした。
2011年6月5日にDFAとなった。

### ヤンキース復帰
2011年6月8日にウェーバーで古巣・ヤンキースへ復帰した。8月27日にAAA級スクラントン・ウィルクスバリへ降格した。オフの10月に開催されたグアダラハラパンアメリカン競技大会の野球アメリカ合衆国代表に選出された。11月にFAとなった。

### マリナーズ傘下時代
2011年11月10日にシアトル・マリナーズとマイナー契約を結んだ。
2012年は、開幕を傘下のAAA級タコマ・レイニアーズで迎えた。17試合に登板したが、成績不振で7月24日に解雇された。

### ロッキーズ傘下時代
2012年8月11日にコロラド・ロッキーズとマイナー契約を結んだ。傘下のAAA級コロラドスプリングス・スカイソックスで2試合に登板した。

### レッズ傘下時代
2013年1月2日にシンシナティ・レッズとマイナー契約を結んだが、4月1日に契約破棄条項を行使して自由契約となる。

### 独立リーグ時代
2014年は所属球団なく、2015年は独立リーグ・アメリカン・アソシエーションのスーシティ・エクスプローラーズと契約。

### メキシカンリーグ時代
2016年2月29日にメキシカンリーグのプエブラ・パロッツと契約。2017年2月21日に自由契約となった。

## 詳細情報

### 年度別投手成績
| 年 度    | 球 団    | 登 板 | 先 発 | 完 投 | 完 封 | 無 四 球 | 勝 利 | 敗 戦 | セ 丨 ブ | ホ 丨 ル ド | 勝 率 | 打 者 | 投 球 回 | 被 安 打 | 被 本 塁 打 | 与 四 球 | 敬 遠 | 与 死 球 | 奪 三 振 | 暴 投 | ボ 丨 ク | 失 点 | 自 責 点 | 防 御 率 | W H I P |
| -------- | -------- | ----- | ----- | ----- | ----- | -------- | ----- | ----- | -------- | ----------- | ----- | ----- | -------- | -------- | ----------- | -------- | ----- | -------- | -------- | ----- | -------- | ----- | -------- | -------- | ------- |
| 2010     | CWS      | 1     | 0     | 0     | 0     | 0        | 0     | 0     | 0        | 0           | .000  | 5     | 1.0      | 2        | 1           | 0        | 0     | 0        | 0        | 0     | 0        | 2     | 2        | 18.00    | 2.00    |
| 2011     | NYY      | 3     | 0     | 0     | 0     | 0        | 0     | 0     | 0        | 0           | .000  | 18    | 4.0      | 5        | 0           | 0        | 0     | 0        | 2        | 0     | 0        | 1     | 1        | 2.25     | 1.25    |
| MLB：2年 | MLB：2年 | 4     | 0     | 0     | 0     | 0        | 0     | 0     | 0        | 0           | .000  | 23    | 5.0      | 7        | 1           | 0        | 0     | 0        | 2        | 0     | 0        | 3     | 3        | 5.40     | 1.40    |

### 背番号
- 48 (2010年)
- 41 (2011年)

### 代表歴
- 2011年パンアメリカン競技大会野球アメリカ合衆国代表